# Rosenau am Hengstpaß
Rosenau am Hengstpaß là một đô thị ở huyện Kirchdorf an der Krems bang Oberösterreich, nước Áo. Đô thị này có diện tích 108,3 km², dân số thời điểm ngày 31 tháng 12 năm 2005 là 737 người.